# 多禰國
多禰國（日语：〔〕／ Tanenokuni */?），日本古代的令制國之一，屬西海道。多禰国的領域大約相當於鹿兒島縣的大隅群島（種子島、屋久島）。《續日本紀》中也表記為多褹國。

## 沿革
大寶2年（702年）8月1日由薩摩國分割設立。天長元年（824年）10月1日廢止多禰島司，能滿郡、熊毛郡、馭謨郡、益救郡四郡再編成熊毛郡、馭謨郡二郡，併入大隅國。

## 國司
- 大伴上足：天平寶字四年五月九日（760年6月30日）任
- 佐伯毛人：天平神護元年正月六日（765年2月4日）任
- 中臣習宜阿曾麻呂：寶龜元年八月二十一日（770年9月18日）任、同三年六月六日（772年7月14日）任大隅守

## 相關項目
- 日本令制國列表